# Jiří Kovář
Jiří Kovář (ur. 10 kwietnia 1989 w Zlinie) – włoski siatkarz czeskiego pochodzenia, występujący na pozycji przyjmującego. 

## Sukcesy klubowe
Puchar Włoch:
- 2007, 2017, 2020, 2021

Liga włoska:
- 2007, 2012, 2014, 2017, 2019, 2021, 2022[3]
- 2018
- 2013

Puchar CEV:
- 2011

Superpuchar Włoch:
- 2012, 2014

Liga Mistrzów:
- 2019
- 2018
- 2016, 2017

Klubowe Mistrzostwa Świata:
- 2019
- 2017, 2021

Superpuchar Grecji:
- 2022

Liga grecka:
- 2024[4]
- 2023[5]

Puchar Ligi Greckiej:
- 2023[6], 2024[7]

Liga turecka:
- 2025[8]

## Sukcesy reprezentacyjne
Memoriał Huberta Jerzego Wagnera:
- 2011

Mistrzostwa Europy:
- 2013

Puchar Wielkich Mistrzów:
- 2013

Liga Światowa:
- 2014

## Nagrody indywidualne
- 2023: MVP finału Pucharu Ligi Greckiej